# Marc Kudisch
Marc Kudisch (Hackensack, 22 settembre 1966) è un attore statunitense.

## Biografia
Figlio di Florence e Raymond Kudisch, Mark Kudisch sutdiò alla Florida Atlantic University, prima di fare il suo debutto sulle scene nel 1990 con il tour statunitense del musical Bye, Bye, Birdie con Tommy Tune e Ann Reinking. Nel 1993 fece il suo debutto a Broadway con Joseph and the Amazing Technicolor Dreamcoat, a cui seguì La bella e la bestia nel 1995 nel ruolo di Gaston. Nel 2002 tornò a Broadway nel musical Thoroughly Modern Millie, per cui fu candidato al Tony Award al miglior attore non protagonista in un musical. Fu nuovamente candidato allo stesso premio per Chitty Chitty Bang Bang nel 2005 e nel 2009 per 9 to 5. Ha recitato a Broadway anche nei musical Assassins (2004), Finding Neverland (2015) e The Great Society (2019). Ha recitato anche nel musical A Little Night Music alla New York City Opera nel 2003 con Jeremy Irons e alla Los Angeles Opera nel 2004 con Victor Garber.
Fidanzato con la ballerina Shannon Lewis dal 2003, la coppia si è sposata nel 2011.

## Filmografia parziale

### Cinema
- Unsane, regia di Steven Soderbergh (2018)
- E poi c'è Katherine (Late Night), regia di Nisha Ganatra (2019)

### Televisione
- Sex and the City – serie TV, episodio 2x03 (1999)
- Una vita da vivere (One Life to Live) - serie TV, 1 episodio (2005)
- La valle dei pini (All My Children) - serie TV, 1 episodio (2005)
- Così gira il mondo (As the World Turns) - serie TV, 4 episodi (2006-2008)
- Blue Bloods - serie TV, 1 episodio (2012)
- Smash - serie TV, 1 episodio (2012)
- Gossip Girl - serie TV, 1 episodio (2012)
- Person of Interest  - serie TV, 1 episodio (2014)
- Power - serie TV, 1 episodio (2014)
- Unforgettable - serie TV, 1 episodio (2014)
- House of Cards - Gli intrighi del potere (House of Cards) - serie TV, 3 episodi (2015-2018)
- Limitless - serie TV, 1 episodio (2016)
- Billions - serie TV, 6 episodi (2016-2019)
- Mindhunter - serie TV, 2 episodi (2017)
- The Tick - serie TV, 7 episodi (2019)
- The Blacklist - serie TV, 1 episodio (2019)
- The Good Fight - serie TV, episodio 5x03 (2021)
- Law & Order: Organized Crime - serie TV, episodio 3x18 (2023)

## Doppiatori italiani
Nelle versioni in italiano delle opere in cui ha recitato, Marc Kudisch è stato doppiato da:
- Fabrizio Pucci in Unsane, E poi c'è Katherine
- Saverio Indrio in Blue Bloods
- Roberto Certomà in Person of Interest
- Maurizio Reti in House of Cards - Gli intrighi del potere
- Dario Oppido in Billions
- Sergio Lucchetti in Mindhunter
- Simone D'Andrea in The Tick
- Gianluca Tusco in Law & Order: Organized Crime